# Michel Marcel Navratil

Michel Marcel Navratil, född 12 juni 1908 i Nice, Frankrike, död 30 januari 2001 i Montpellier, Frankrike, var en filosofiprofessor och överlevare från RMS Titanics förlisning. Navratil var fyra år vid förlisningen och när han dog 2001 den sista överlevande mannen som var med på Titanic. Han blev uppmärksammad dagarna efter förlisningen då det blev stora svårigheter med att identifiera honom och hans yngre bror.
Michel, brodern Edmond och fadern som också hette Michel gick ombord på RMS Titanic i Southampton som andra klass-passagerare. Fadern använde namnet "herr Hoffman" till biljetten. Han hade nämligen kidnappat barnen från sin före detta fru Marcelle som just fått ensam vårdnad om dem. Planen var att starta ett nytt liv i USA med pojkarna. Michel minns att han trivdes mycket bra på Titanic, och hur han lekte med sin bror på däck. Efter att Titanic kolliderade med ett isberg kvällen den 14 april, lyckades fadern få i pojkarna i den sista livbåten som sjösattes korrekt från Titanic, den hopfällbara livbåten D. Michel själv kom ihåg att han inte var rädd när livbåten nådde vattnet, och att en kvinnlig passagerare fått med sig sin hund i båten. Första klass-passageraren Hugh Woolner vittnade om hur han senare på morgonen matade Michel med skorpor i båten.
Fadern räddades inte utan omkom, kroppen återfanns i havet några dagar senare och begravdes i Halifax. Eftersom pojkarna bara kunde tala franska och inte kunde identifieras togs de omhand av första klass-passageraren Margaret Bechstein Hays. Det var den kvinnliga passageraren med hunden. Hon kunde franska och skötte om pojkarna till dess att deras mor som efter en tid fått veta vad som hänt reste till New York och tog med dem hem i maj 1912. 1996 besökte Michel sin fars grav i Halifax för första gången.